# Boloria nitidarubra
Boloria nitidarubra är en fjärilsart som beskrevs av Ruggero Verity 1950. Boloria nitidarubra ingår i släktet Boloria och familjen praktfjärilar. Inga underarter finns listade i Catalogue of Life.